# Andriy Houssin
 Andriy Houssin est un footballeur ukrainien, né le 11 décembre 1972 à Zolotchiv dans l'oblast de Lviv et mort le 17 septembre 2014 à Kiev qui a évolué au poste de milieu de terrain du début des années 1990 à la fin des années 2000.
Il fait l'essentiel de sa carrière au Dynamo Kiev avec qui il remporte sept championnat d'Ukraine et quatre Coupe d'Ukraine. Il compte 71 sélections pour neuf buts inscrits en équipe d'Ukraine et dispute avec la sélection la Coupe du monde de 2006.
Il meurt le 17 septembre 2014 d'un accident de moto près de Kiev.

## Biographie

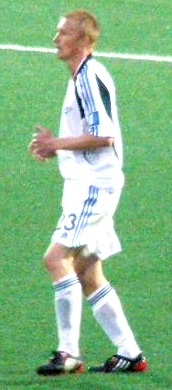
Andriy Goussine en 2008

## Carrière

### En club
- 1992-1993 : Karpaty Lviv ( Ukraine)
- 1993-1995 : Dynamo Kiev ( Ukraine)
- 1995-1996 : Arsenal Kiev ( Ukraine)
- 1996-2005 : Dynamo Kiev ( Ukraine)
- 2005-2007 : Krylia Sovetov ( Russie)
- 2008- : Saturn Ramenskoïe ( Russie)

### En équipe nationale
Il connaît sa première cape internationale en 1993 contre l'équipe de Croatie.
Goussine participe à la coupe du monde 2006 avec l'équipe d'Ukraine.

## Palmarès
Avec le Dynamo Kiev, il est champion d'Ukraine à sept reprises en 1997, 1998, 1999, 2000, 2001, 2003, 2004 et vainqueur de la Coupe d'Ukraine à quatre reprises en 1998, 1999, 2000, 2003.